# كلارنس (نيويورك)
كلارنس (بالإنجليزية: Clarence, New York)‏ هي بلدة أمريكية تقع في الولايات المتحدة في نيويورك (ولاية). يقدر عدد سكانها بـ 30,673 نسمة .

## أعلام
- جيمس بي. ويلسون
- أرشيبالد إس. كلارك
- بيل برنهارد
- راسيل هاردي
- جاك فيليبس